# Calendario assiro
Il calendario assiro (in siriaco ܣܘܼܪܓܵܕ݂ܵܐ ܐܵܬ݂ܘܿܪܵܝܵܐ, sūrgāḏā ʾĀṯōrāyā) è un calendario solare utilizzato dai moderni assiri.

## Storia
Storicamente e anche in alcune fonti moderne, gli assiri datarono il loro calendario secondo il calcolo dei seleucidi (in siriaco ܕܝܲܘܢܵܝܹ̈ܐ d-yawnāyē, letteralmente "dei greci "), a partire dal primo giorno di Tešrīn Qḏīm nel 312 a.C.
Il moderno calendario assiro, tuttavia, usa un calcolo diverso: il 4750 a.C. fu fissato come primo anno negli anni '50, sulla base di una serie di articoli pubblicati sulla rivista nazionalista assira Gilgamesh; la prima risale al 1952 e scritta da Nimrod Simono e trattava del festival di Akitu, poi un articolo di Jean Alkhas nel 1955 (aprile, numero 34) fissava l'anno 4750 a.C. come punto di inizio. Alkhas ha fatto riferimento alle sue informazioni a un archeologo francese, di cui non ha fatto il nome, affermando che una tavoletta cuneiforme risalente al 4750 a.C. menzionava l'anno della calma del grande diluvio e l'inizio della vita.

## Capodanno
L'anno inizia con la prima vista della primavera. Nel calendario giuliano, l'equinozio di primavera si allontanò gradualmente dal 21 marzo. La riforma del calendario gregoriano riportò l'equinozio di primavera alla sua data originaria, ma poiché la festa era ormai legata alla data, e non all'evento astronomico, il Kha b-Nisan (capodanno siriaco) rimane fissato al 21 marzo nel computo giuliano, corrispondente al 1º aprile nel calendario gregoriano. Il calendario adottato dagli antichi assiri aveva il mese "Nisan" all'inizio del calendario prestando al termine "Kha b-Nisan", ovvero il "primo di Nisan".

## Mesi
| Stagione  | Siriaco | Traslitterazione | Equivalente arabo levantino    | Equivalente giuliano/gregoriano |
| --------- | ------- | ---------------- | ------------------------------ | ------------------------------- |
| Primavera | ܢܝܼܣܵܢ    | Nīsān            | نَيْسَان‎ (Naysān)                 | aprile                          |
| Primavera | ܐܝܼܵܪ     | ʾĪyār            | أَيَّار‎ (ʾAyyār)                  | maggio                          |
| Primavera | ܚܙܝܼܪܵܢ   | Ḥzīrān           | حَزِيرَان‎ (Ḥazīrān)               | giugno                          |
| Estate    | ܬܲܡܘܼܙ    | Tammūz           | تَمُّوز‎ (Tammūz)                  | luglio                          |
| Estate    | ܐܵܒ\ܛܲܒܵܚ  | ʾĀb/Ṭabbāḥ       | آب‎ (ʾĀb)                       | agosto                          |
| Estate    | ܐܝܼܠܘܼܠ   | ʾĪlūl            | أَيْلُول‎ (ʾAylūl)                 | settembre                       |
| Autunno   | ܬܸܫܪܝܼܢ ܐ | Tešrīn Qḏīm      | تِشْرِين ٱلْأَوَّل‎ (Tišrīn al-ʾAwwal) | ottobre                         |
| Autunno   | ܬܸܫܪܝܼܢ ܒ | Tešrīn [ʾ]Ḥrāy   | تِشْرِين ٱلثَّانِي‎ (Tišrīn aṯ-Ṯānī)  | novembre                        |
| Autunno   | ܟܵܢܘܿܢ ܐ  | Kānōn Qḏīm       | كَانُون ٱلْأَوَّل‎ (Kānūn al-ʾAwwal)  | dicembre                        |
| Inverno   | ܟܵܢܘܿܢ ܒ  | Kānōn [ʾ]Ḥrāy    | كَانُون ٱلثَّانِي‎ (Kānūn aṯ-Ṯānī)   | gennaio                         |
| Inverno   | ܫܒ݂ܵܛ     | Šḇāṭ             | شُبَاط‎ (Šubāṭ)                   | febbraio                        |
| Inverno   | ܐܵܕܲܪ     | ʾĀḏar            | آذَار‎ (ʾĀḏār)                   | marzo                           |